# Gabriel Ganni
Gabriel Ganni (1906 - 1981) là một Giám mục người Iraq của Giáo hội Công giáo nghi lễ Chaldeans, trực thuộc Giáo hội Công giáo Rôma. Ông nguyên là Tổng giám mục chính tòa Tổng giáo phận Bassorah, nghi lễ Chaldeans. Trước khi trở thành Tổng giám mục, ông cũng kiêm nhiệm nhiều vị trí khác nhau như Giám mục Phụ tá, Giám mục Phó rồi Giám mục chính tòa Giáo phận Beirut, nghi lễ Chaldeans cũng như vị trí Tổng giám mục Phó của Bassorah, nghi lễ Chaldeans.

## Tiểu sử
Tổng giám mục Gabriel Ganni sinh ngày 6 tháng 8 năm 1906 tại Karmless, Iraq. Sau quá trình tu học dài hạn tại các cơ sở chủng viện theo quy định của Giáo luật, ngày 7 tháng 7 năm 1929, Phó tế Ganni, 23 tuổi, tiến đến việc được truyền chức linh mục. Tân linh mục cũng trở thành thành viên linh mục đoàn của Tổng giáo phận Mossul, nghi lễ Chaldeans.
Sau hơn 25 năm thực hiện các hoạt động mục vụ trên cương vị là một linh mục, ngày 19 tháng 3 năm 1956, tin tức được phổ biến về việc linh mục Gabriel Ganni, 50 tuổi, đã được tuyển chọn lên chức Giám mục, cụ thể là vị trí Giám mục Phụ tá Giáo phận Beirut và danh hiệu Giám mục Hiệu tòa Gargara. Lễ tấn phong cho vị tân chức đã được tổ chức sau đó vào ngày 20 tháng 5 cùng năm, với phần nghi thức chính yếu do 3 giáo sĩ cấp cao cử hành. Chủ phong cho vị giám mục Tân cử là Thượng phụ Yousef VII Ghanima, Thượng phụ Tòa Thượng phụ Babylon nghi lễ Chaldeans. Hai vị còn lại với vai trò phụ phong là Giám mục Souleyman Sayegh, Giám mục phụ tá Tổng giáo phận Mossul, nghi lễ Chaldeans và Giám mục Paul II Cheikho, Giám mục chính tòa [[Giáo phận Aqrā (Akra})]], cũng thuộc nghi lễ Chaldeans.
Ba năm sau khi thực thi các nhiệm vụ của một Giám mục Phụ tá tại Beirut, ngày 23 tháng 10 năm 1959, ông được thông báo trở thành Giám mục Phó Giáo phận Beirut, tọa lạc tại Li Băng. Gần năm năm sau đó, Giám mục Ganni chính thức kế nhiệm chức danh Giám mục chính tòa vào ngày 12 tháng 2 năm 1964.
Dù được tấn phong giám mục đã lâu, nhưng Giám mục Ganni chỉ mới trên cương vị Giám mục chính tòa Beirut trong khoảng hai năm thì tiếp tục được thăng chức, làm Tổng giám mục phó Tổng giáo phận Basorah với danh hiệu Tổng giám mục Hiệu tòa Pessinus. Quyết định được công bố ngày 2 tháng 3 năm 1966.
Lại một chu kì năm năm trong nhiệm vụ Tổng giám mục Phó, ngày 15 tháng 1 năm 1971, ông chính thức trở thành Tổng giám mục chính tòa Bassorah. Ông qua đời sau đó 10 năm vào ngày 10 tháng 11 năm 1981.